# 和歌所
和歌所（わかところ／わかどころ）は、勅撰和歌集の撰述などを行うため、臨時に設置される宮中の役所。

## 概要
『古今和歌集』撰進の宣下が実質的な和歌所のはじまりであるが、正式に設置されたのは村上天皇の天暦5年（951年）で、『万葉集』の訓点事業や『後撰和歌集』の撰進を行わせた。
天暦5年に、村上天皇が御所の梨壺に設置したのがはじまり。別当・開闔 ・寄人により構成された。
その後ながらく途絶えていたが、建仁元年（1201年）後鳥羽院が二条の御所に再興し（2年後京極殿に移る）、新たな勅撰和歌集である『新古今和歌集』を作らせた。